# 強烈熱帶風暴艾雲尼 (2012年)
強烈熱帶風暴艾雲尼（英語：Severe Tropical Storm Ewiniar，國際編號：1218，聯合颱風警報中心：WP192012）為2012年太平洋颱風季第十八個被命名的風暴。「艾雲尼」一名由密克羅尼西亞提供，是密克羅尼西亞楚克群島傳統的風暴之神。。

## 發展過程
2012年9月22日早上，一個熱帶擾動在關島以西海面上形成。
9月23日上午11時30分，聯合颱風警報中心評為LOW。下午2時，聯合颱風警報中心升為MEDIUM，隨後日本氣象廳升為熱帶低氣壓，並對其發出烈風警報。下午8時30分，聯合颱風警報中心發布熱帶氣旋形成警報（TCFA）。
9月24日上午8時，聯合颱風警報中心升為熱帶低氣壓。同日下午8時，日本氣象廳升為熱帶風暴，並命名為艾雲尼，同時聯合颱風警報中心亦升為熱帶風暴。
9月26日下午5時，日本氣象廳升為強烈熱帶風暴。
9月29日上午9時，日本氣象廳降為熱帶風暴。同日下午8時，聯合颱風警報中心為艾雲尼發布最後的警報（Final Warning），指艾雲尼正轉化為溫帶氣旋，並將於12小時後完成轉化。
9月30日上午9時，日本氣象廳降格為溫帶氣旋。

## 影響

### 日本
2012年9月26日，艾雲尼接近日本小笠原村，下午開始受烈風影響。下午5時，在父島以東約40公里海面上掠處。下午4時58分，測得最低氣壓990.4hPa，下午2時05分，測得最高平均風速13.3米/秒，下午5時49分，測得最高陣風29.2米/秒。
9月27日晚上，艾雲尼接近日本伊豆諸島南部，下午7時02分，在八丈島測得最高陣風30.1米/秒。
9月28日，艾雲尼的風力逐漸減弱，艾雲尼在上午4時左右最接近日本，伊豆諸島普遍受強風至烈風影響。上午3時，艾雲尼在八丈島東南240公里掠過，上午3時54分，八丈島錄得最低氣壓1002.7百帕，下午1時17分，三宅島測得最高平均風速21.3米/秒，下午3時01分，八丈島測得最高陣風28.5米/秒。其後由西北移動轉向東北移動，逐漸遠離日本沿岸。
9月24日，宮城沖一艘貨船和漁船相撞，漁船沉沒，船上22人其中13人失蹤。受艾雲尼影響，加入搜救的13艘漁船在9月27日被迫中止艘救行動。

## 外部連結
- （日語）http://www.jma.go.jp/ （页面存档备份，存于） 日本氣象廳首頁
- （英文）http://www.usno.navy.mil/JTWC/ （页面存档备份，存于） 聯合颱風警報中心首頁
- （简体中文）https://web.archive.org/web/20120928121548/http://www.nmc.gov.cn/ 中央氣象台首頁
- （繁體中文）http://www.cwb.gov.tw/ （页面存档备份，存于） 中央氣象局首頁
- （繁體中文）http://www.hko.gov.hk/ （页面存档备份，存于） 香港天文台首頁
- （繁體中文）http://www.smg.gov.mo/ （页面存档备份，存于） 澳門地球物理暨氣象局首頁

| 前任 2006年 | 太平洋颱風季名稱 艾云尼 Ewiniar | 繼任 2018年 |